# Røvær
Røvær er et lille øsamfund vest for Haugesund i Norge med ca. 100 indbyggere. Rutebåden Røværfjord har 6-7 ruter til Haugesund dagligt. Øen er en del af Haugesund kommune. 